# حبارة (السبرة)

تعديل مصدري - تعديل

حبارة محلة تابعة لقرية الشقات، التابعة لعزلة بلادالشعيبي العليا بمديرية السبرة إحدى مديريات محافظة إب في الجمهورية اليمنية.، بلغ تعداد سكانها 24 حسب تعداد اليمن لعام 2004.